# Епархия Фейсалабада
Епархия Фейсалабада (лат. Dioecesis Faisalabadensis) — епархия Римско-Католической церкви с центром в городе Фейсалабад, Пакистан. Епархия Фейсалабад входит в митрополию Лахора. Кафедральным собором епархии Фейсалабада является церковь святых апостолов Петра и Павла.

## История
13 апреля 1960 года Римский папа Иоанн XXIII издал буллу Caelestis civitas, которой учредил епархию Лиаллпура, выделив её из епархии Мултана. В этот же день епархия Лиаллпура вошла в митрополию Карачи.
1 сентября 1977 года епархия Лиаллпура была переименована в епархию Фейсалабада.
23 апреля 1994 года епархию Фейсалабада вошла в митрополию Лахора.

## Ординарии епархии
- епископ Франческо Бенедетто Чиалео OP[1] (13.04.1960 — 8.09.1976);
- епископ Паоло Вьери Андреотти OP (8.09.1976 — 9.01.1984);
- епископ Джон Джозеф (9.01.1984 — 6.05.1998);
- епископ Джозеф Куттс (27.06.1998 — 25.01.2012) — назначен архиепископом Карачи;
  - епископ Руфин Энтони (17.03.2012 — 3.07.2013) — апостольский администратор.
- епископ Джозеф Аршад (3.07.2013 — по настоящее время).

## Источник
- Annuario Pontificio, Libreria Editrice Vaticana, Città del Vaticano, 2003, ISBN 88-209-7422-3
- Булла Caelestis civitas, AAS 52 (1960), стр. 881  (лат.)